# ピーミールベーコン
ピーミールベーコン（英: Peameal bacon）とはカナダ料理の一つである。名称はベーコンだが、骨なしポークロースを棹状に整えて燻製にし、コーンミールの衣を押しつけた料理である。コーンミールベーコン（英: cornmeal bacon）とも呼ばれている。

## 概要
1854年にイギリスから渡ったカナダ・トロントのハム・ベーコン製造業者であるウィリアムデービス社 (英語版) によってこの料理が生み出され、発展を遂げたとされている。同社従業員にイングランド・ウィルトシャーからカナダへの移民が多い事も知られ、その移民たちによってアイデアが生まれた。
「ピーミールベーコン」の名称は、骨なし豚ロースを棹に切り燻製にして保存期間を延ばし、黄色い干し豆の挽き割りの衣で包んだという古くからのやり方からついた。第二次世界大戦末期より衣は豆から黄色のコーンミールに変わっている

### ピーミールベーコンサンドウィッチ
ピーミールベーコンサンドウィッチは、トロントのセントローレンスマーケット（英語）の看板名物料理としてしばしば取り上げられる。ピーミールペーコンを焼いて中厚くらいにスライスすると、マヨネーズで和えたレタス、トマトを載せ、時にはマスタードを加えてカイザーロールに挟み、客に提供される。肉の周りに付いたコーンミールの衣が油脂分に触れて食感がカリカリになる。